# 定林寺 (笛吹市)
定林寺（じょうりんじ）は、山梨県笛吹市八代町南にある日蓮宗の寺院。山号は慧光山。旧本山は身延山久遠寺。山門は笛吹市の文化財。

## 歴史
鎌倉時代の文永年間、日蓮大聖人は直弟子の日朗と日向を従えて甲斐国御巡化の旅に出られた際、この八代の里に行き暮れました。一夜の露をしのぐべく野中の地蔵堂にお泊まりになられたその夜、東方に闇を通して妖しい一団に鬼火が立ち上がるのを御覧になられます。翌朝、日蓮大聖人が村人にその仔細を尋ねられると、郷士の早内左衛門は次のような因縁話を語りました。
平安末期の寿永年間、源平富士川の合戦に敗れた平祐成の側室、白菊御前（平重盛の従妹）は、敗軍のため一門を離れて逃げ続け、この里にたどり着きました。しかし、懐妊の身であった御前はそれ以上は進めず、とある塚のほとりで産気づき、一児は死産、一児は胎内に残したまま自身もはかない最期をとげてしまいました。甲斐源氏の地であるこの里の村人達が敵方の側室や嬰児を丁寧に葬るはずもなく、その塚のかたすみに埋めてしまってから誰ひとり供養する者もなく年月が過ぎていきました。いつしか塚より鬼火が燃え上がり、村は災害や疫病にあい続け、豊かであった村も年を追ってすたれ、さびれてしまいました。
日蓮大聖人はこの話を聞かれると、いまだに成仏できずにいる母子とその因縁に悩まされているこの里をいたく気の毒に思われ、御弟子二人を従えて塚の上に安産の妙符を供え、法華経「如来寿量品」を三十遍読誦されました。
その夜、日蓮大聖人は請われるままに早内家に泊まられますが、夜半、聖人の枕辺に一人の気高き婦人が二人の赤子を抱いて立ち現れます。婦人は法華経の利益と妙符の功徳で無事成仏安産できたお礼を述べられ、未来永劫この地にとどまって女人の守護神になることを日蓮大聖人に誓います。日蓮大聖人はおおいに喜ばれ、婦人に「二子鬼子母神」の尊号を賜ることを告げられました。
翌朝、日蓮大聖人はこの霊夢を村人に告げ、早内左衛門に二子鬼子母神の給仕を命じられました。早内左衛門は喜んで命を受け、日蓮大聖人の御弟子となって「慧光房日林」の法号を与えられます。そして自らの邸宅を寺として「慧光山定林寺」と号しました。
爾後、定林寺は安産子育ての霊験著しく、その墳墓は「二子塚」として今も残り、女人済度安産守護の根本道場として今日に及んでおります。
日蓮大聖人御宿泊の地蔵堂は後に祖師堂と改称され、地蔵尊は日蓮大聖人により開眼され、「延命地蔵菩薩」として「二子鬼子母神」と共に二子堂内に安置されております。
安産祈願の名声は高く、江戸時代には徳川将軍家の祈祷所となりました。その歴史はお寺の至るところに葵の御紋があることからも窺い知ることができます。

## 伽藍

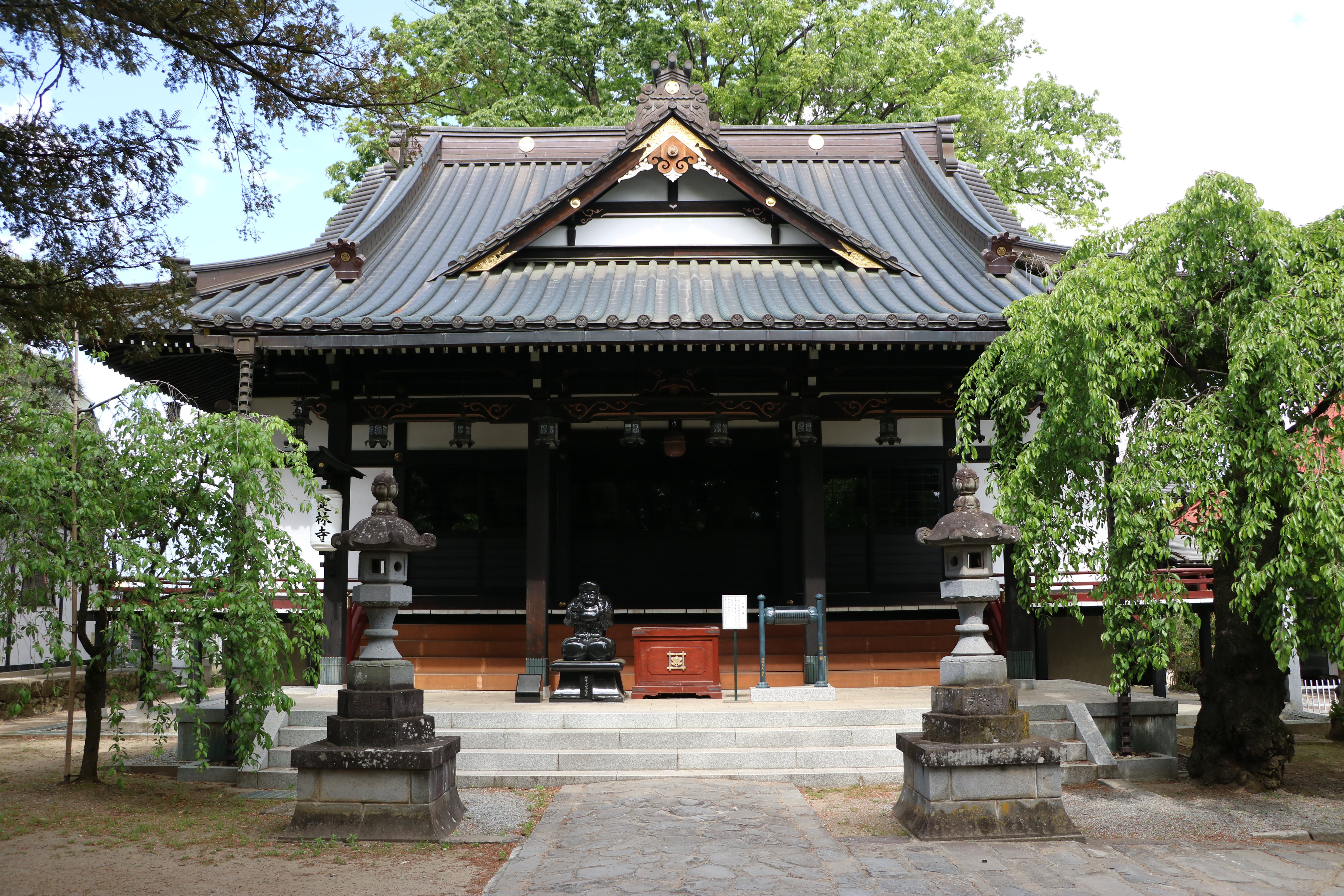
本堂

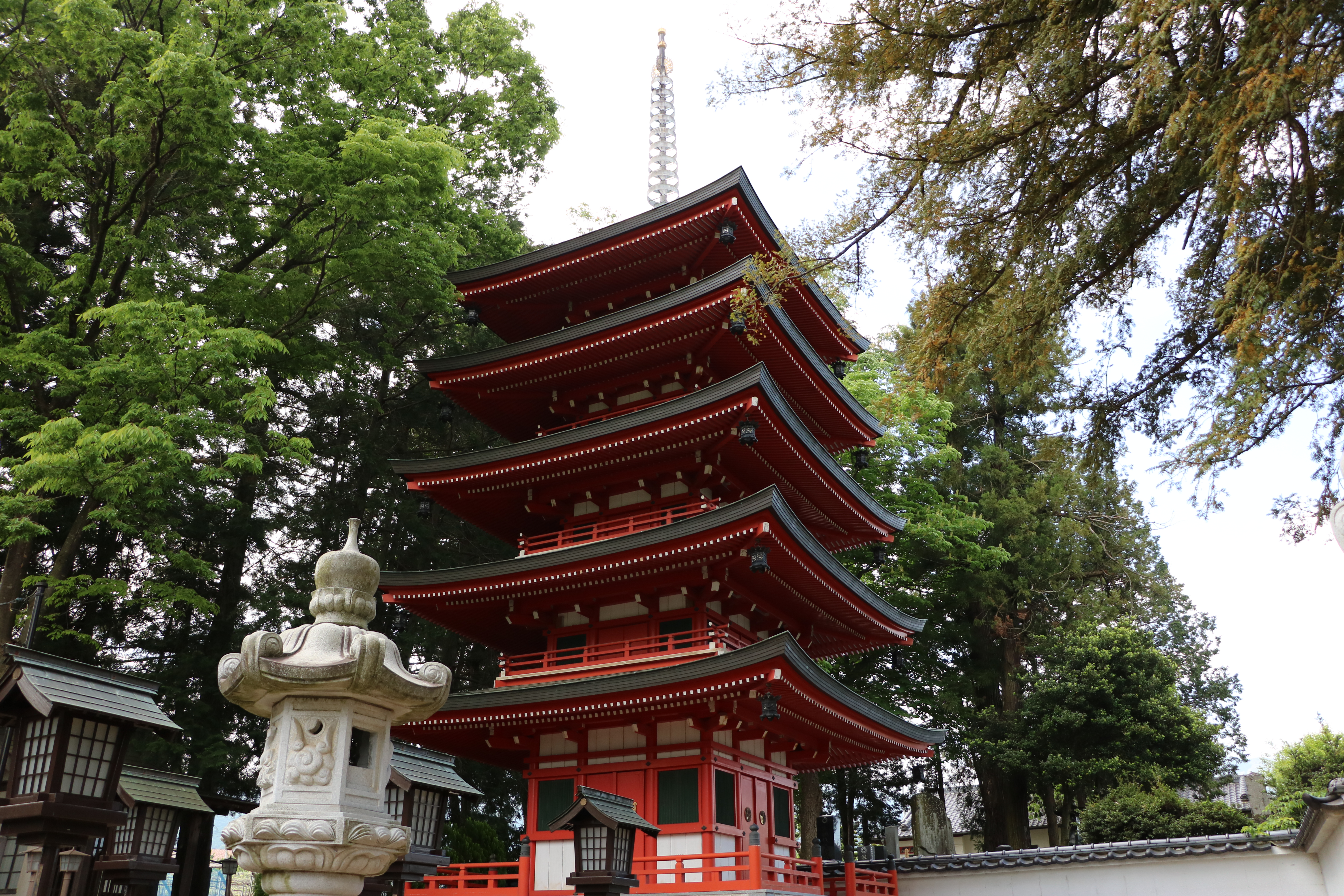
五重塔

- 本堂　平成10年（1998年）再建されたもの。
- 祖師堂
- 五重塔　昭和56年（1981年）建立。日蓮宗の一般寺院では唯一の五重塔。本山では身延山久遠寺、池上本門寺（重文）、中山法華経寺（重文）、仙台市の孝勝寺、石川県羽咋市の妙成寺（重文）、佐渡の妙宣寺（重文）などの例がある。
- 二子堂
- 観音堂
- 二天門（山門）　建築様式は室町時代。笛吹市指定文化財。
- 稲荷社

## 参考資料
- 日蓮宗寺院大鑑編集委員会『宗祖第七百遠忌記念出版 日蓮宗寺院大鑑』大本山池上本門寺 (1981年)

## 公式サイト
- 公式ウェブサイト（日本語）